# Katun
Der Katun (russisch Катунь) ist der 688 km lange linke Quellfluss des Ob im Süden von Westsibirien (Russland). Es ist auch namensgebend für die von ihm auf drei Seiten umrundete Katun-Kette im Zentrum des Hohen Altai oder Russischen Altai.

## Verlauf
Der Fluss hat seinen Ursprung etwa einen Kilometer entfernt von der russisch-kasachischen Grenze an der Südflanke der 4506 m hohen Belucha, des höchsten Gipfels des Altai und ganz Sibiriens. Er entfließt dort dem Gebler-Gletscher.
Weiter fließt der Katun nach Westen und biegt nach etwa 60 km in Richtung Norden, um in einem langgestreckten, halbkreisförmigen Bogen die Katun-Bergkette zu umrunden. Genau nördlich des etwa 120 km langen Massivs fließen ihm die milchig-weißen Gletscherwässer der Kutscherla und des Akkem zu. Durch die Hochtäler dieser wasserreichen Nebenflüsse verläuft der Hauptzugang zu den drei höchsten Gipfeln.
Danach (etwa bei Flusskilometer 300) wendet der Katun seinen Lauf endgültig nach Norden und schwenkt in ein markantes Längstal ein, aus dem ein starker Nebenfluss die Grenzberge zur Mongolei entwässert. Bei Inja, wo die Fernstraße M52 das Tal quert, kommen aus Südosten die Wasser der Tschuja hinzu. Das relativ gerade Längstal wird nun im Durchbruch durch ein zerklüftetes Bergland so eng, dass die ansonsten dem Katun folgende Fernstraße in ein westliches Seitental ausweichen muss.
Bevor der Katun aus dem Bergland heraustritt, passiert er Tschemal und Ust-Sema, ab wo die M52 nun wieder dem Fluss folgen kann, und ca. 70 km weiter Maima, einen Vorort von Gorno-Altaisk, der Hauptstadt der autonomen Republik Altai. Etwa 100 km talabwärts vereinigt sich der Katun unterhalb Bijsk mit der etwas kleineren Bija zum Ob.

## Expeditionen
1826 bereiste der Deutschbalte Alexander von Bunge mit Carl Friedrich von Ledebour das Altaigebirge, wo Bunge weiterreiste, bis er 1829 die Quellen des „Katunja“ erreichte. Die Forschungsergebnisse dieser Reise sind in „Karl Friedrich v. Ledebours Reise durch das Altaigebirge und die dsungarische Kirgisensteppe …“ (Berlin, 1829–30) beschrieben. Ferner zeugen Ledebours Veröffentlichungen „Flora altaica“ (1829–33) und „Icones plantarum novarum vel imperfecte cognitarum floram rossicam, imprimis altaicam, illustrantes“ (1829–34) von dieser Expedition.
Der Gebler-Gletscher ist benannt nach dem deutsch-russischen Arzt, Naturforscher und Forschungsreisenden Friedrich August von Gebler (* 1782 in Zeulenroda, † 1850 in Barnaul), von dem die erste detaillierte Beschreibung des Belucha-Gebietes (1836) und vieler anderer Teile des Russischen Altai stammt.

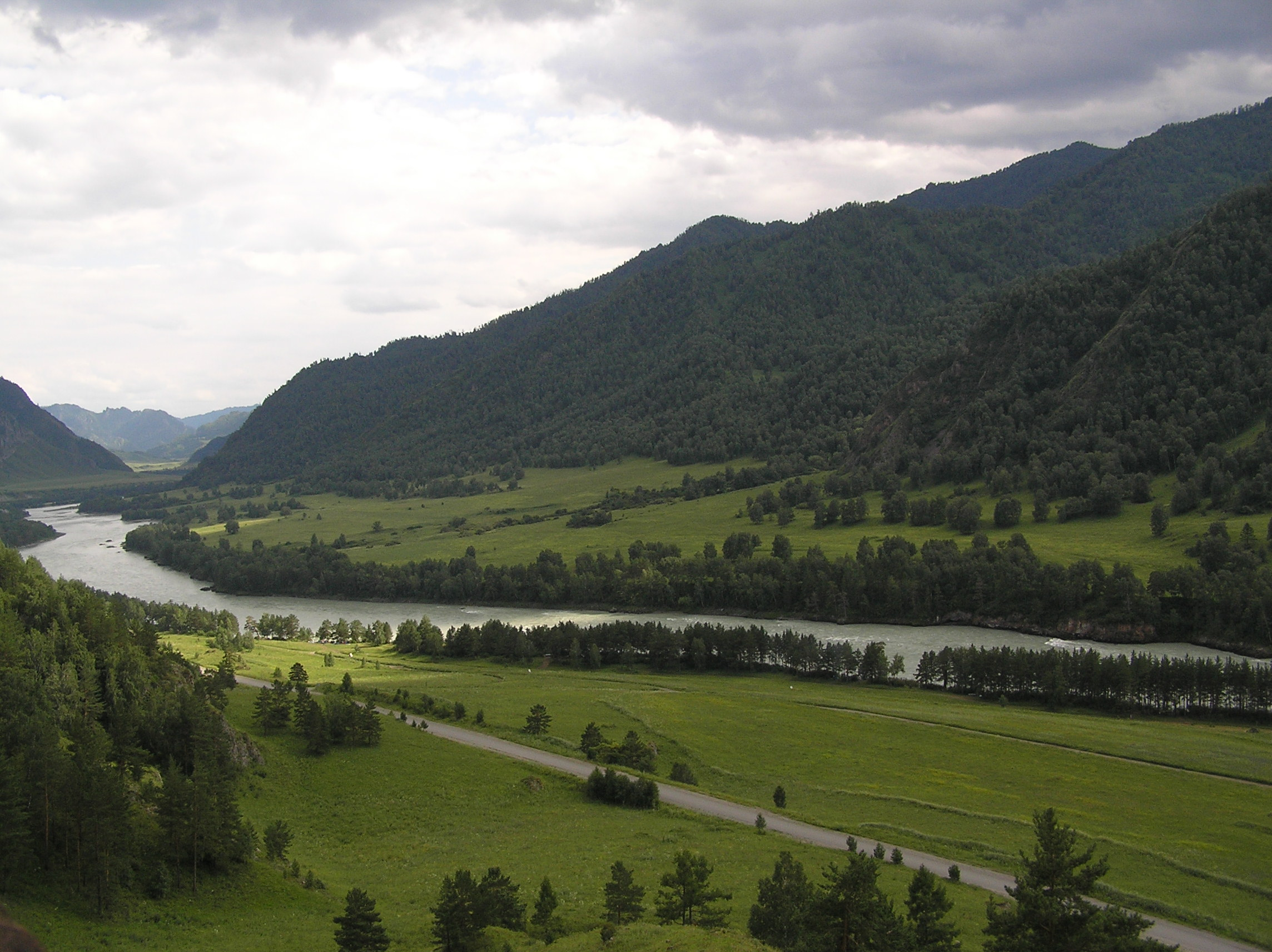
Katun beim Dorf Tschemal
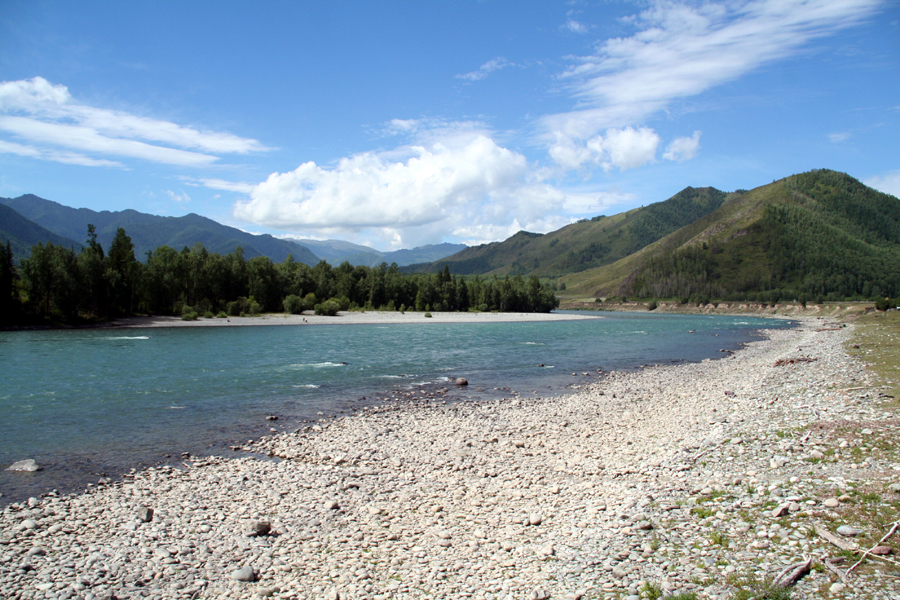
Flachufer und Schotterbänke
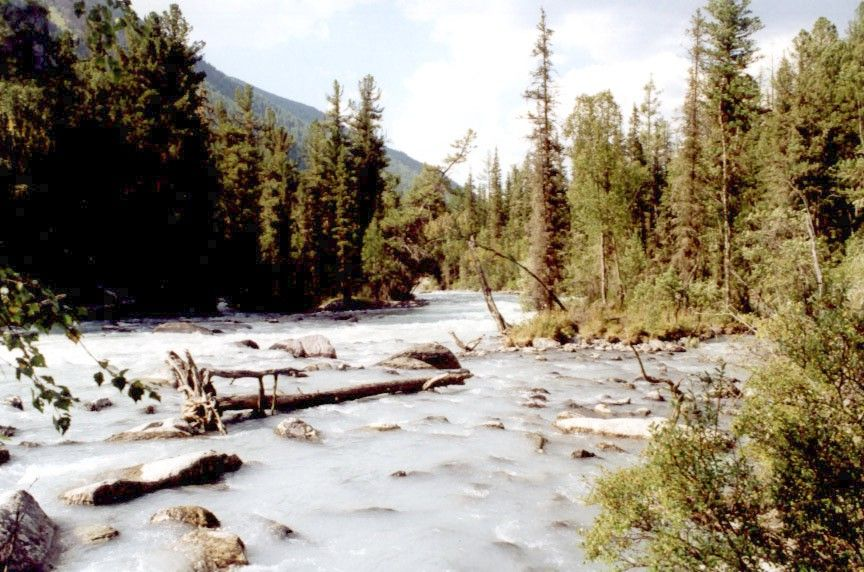
Einige Quellflüsse (im Bild die Kutscherla) haben ein von der Gletschermilch weiß gefärbtes Wasser
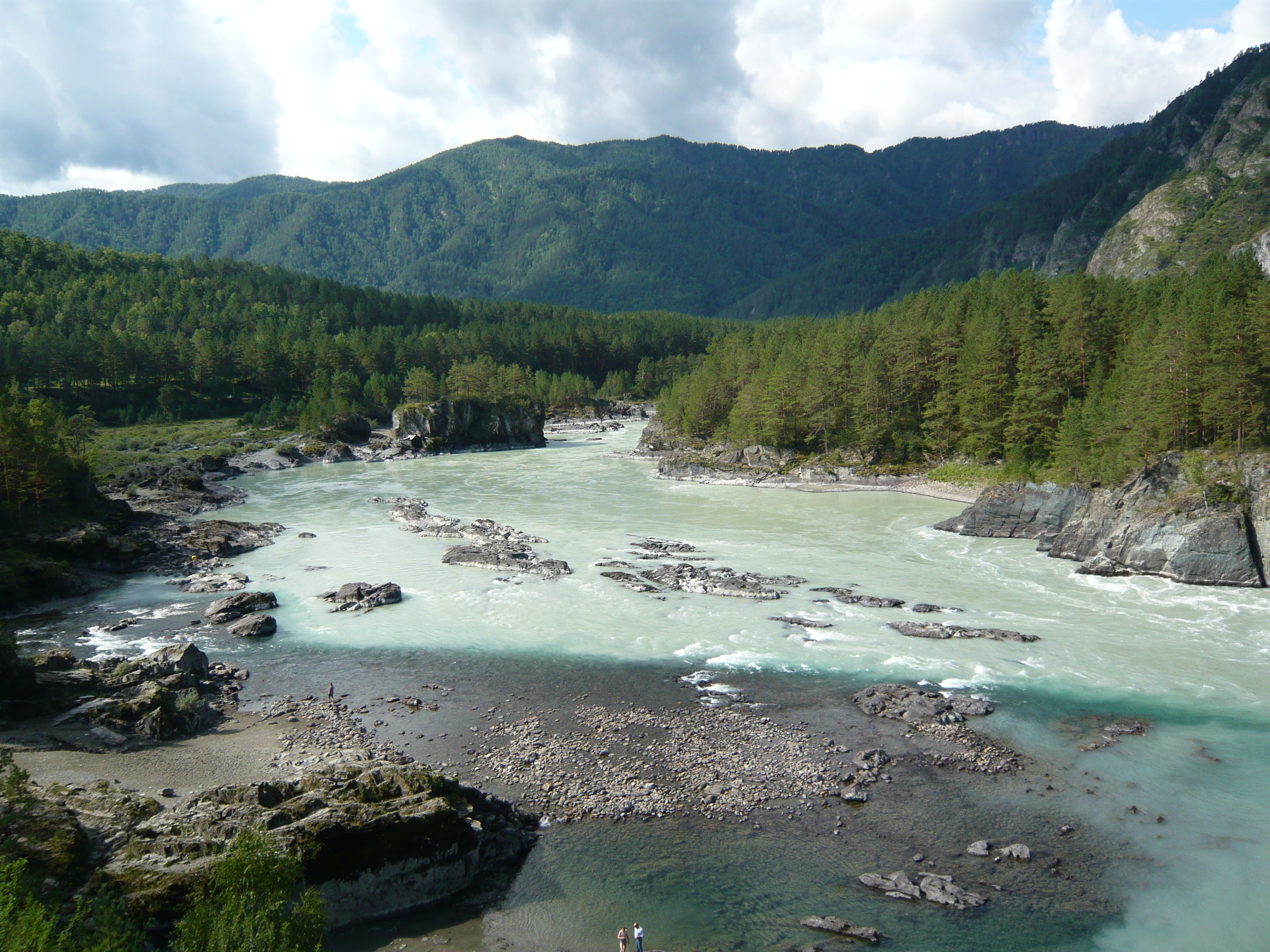
Mündung des Tschemal in den Katun